# Mikroregion Cacoal

Mikroregion GuaCacoal

Mikroregion Cacoal – mikroregion w brazylijskim stanie Rondônia należący do mezoregionu Leste Rondoniense. Ma powierzchnię 24.681,7 km²

## Gminy
- Alta Floresta d'Oeste
- Alto Alegre dos Parecis
- Castanheiras
- Cacoal
- Espigão d'Oeste
- Ministro Andreazza
- Novo Horizonte do Oeste
- Rolim de Moura
- Santa Luzia d'Oeste